# مودیلیانی (فیلم)
مودیلیانی (Modigliani) یک فیلم زندگینامه‌ای ساخته سال ۲۰۰۴ دربارهٔ زندگی نقاش ایتالیایی آمادئو مودیلیانی، که میک دیویس آن را کارگردانی کرده‌است.
منتقدان از این فیلم استقبال خوبی نکردند. استفان هولدن منتقد نیویورک تایمز در مقاله‌ای نوشت «بهترین و شاید تنها فایده فیلم فاجعه‌بار مودیلیانی استفاده از آن به عنوان یک کتابچه درسی دربارهٔ این است که چطور دربارهٔ زندگی یک هنرمند اسطوره‌ای فیلم نسازیم.»

## منابع

امید جلیلی در نقش پابلو پیکاسو در فیلم مودیلیانی

## بازیگران
| بازیگر          | نقش              |
| --------------- | ---------------- |
| اندی گارسیا     | آمادئو مودیلیانی |
| السا زیلبرشتاین | ژان ابوترن       |
| امید جلیلی      | پابلو پیکاسو     |
| لوردانا گروزا   | خواننده          |